# Jéssica Silva
Jéssica Silva (Vila Nova de Milfontes, 11 de dezembro de 1994) é uma futebolista portuguesa que atua como avançada.
Atualmente (2024), joga pelo Gotham FC clube sediado na cidade de Nova Iorque nos Estados Unidos da América. Fez a sua primeira internacionalização em 2010, fazendo atualmente parte da Seleção Portuguesa de Futebol Feminino.
A atacante é peça fundamental da equipe, ajudando a elevar o nível do futebol feminino em Portugal. Jéssica Silva tem sido uma das principais artilheiras e assistentes da seleção, contribuindo para vitórias importantes em competições como a fase de qualificação para a Campeonato do mundo de 2023 e da liga das Nações feminina  
Pela seleção Jéssica conta com 117 internacionalizações sendo 96 pela seleção A e 21 pelos sub-19. Ela conta no total com 7500 minutos jogados e 15 golos marcados pela seleção.
Jéssica encontra-se atualmente a jogar pelo Sport Lisboa e Benfica, mas já tendo passado por clubes como o Levante e o Olympique de Lyon.
Jéssica pelo Sport Lisboa e Benfica, já possui 2 golos e 2 assistências em apenas 8 jogos.
Jéssica marcou o seu primeiro golo pelo Sport Lisboa e Benfica pela Champions League feminina onde o Benfica ganhou 9-0 contra o Hajvalia Fem.
Jéssica em Agosto de 2024 rescindiu o contrato que tinha com o Sport Lisboa e Benfica até 2025, para poder assinar com o Gotham FC da NWSL.